# 野原将志
野原 将志（のはら まさし、1988年4月4日 - ）は、長崎県南島原市出身の元プロ野球選手（内野手）。

## 経歴

### プロ入り前
長崎日本大学高等学校で1年春から遊撃手のレギュラーを獲得。高校通算30本塁打。2006年の高校生ドラフトで、堂上直倫（中日）を外した阪神から1巡目指名を受け入団。高い身体能力とパンチ力が評価された。背番号は37。

### プロ入り後
ルーキーイヤーの2007年から二軍では三塁手のレギュラーとして出場。71試合に出場し打率.236、1本塁打26打点を記録した。2008年も三塁手を中心に二軍のレギュラーとして出場。87試合に出場し、打率.253、1本塁打、31打点の成績だった。2009年には、86試合に出場して打率.282、5本塁打37打点を記録した。同年よりチームには同姓の野原祐也が加入し、スコアボード表記が「野原将」となる。
2010年に二軍で101試合に出場、リーグ最多タイの103安打、打率.303、7本塁打、44打点、OPS.775の成績を残し、ウエスタン・リーグ表彰の優秀選手賞と球団制定のファーム年間MVP（打者部門）を受賞した。また、この年10月に台湾で開催された第17回IBAFインターコンチネンタルカップ日本代表にも選ばれた。
2011年8月28日のヤクルト戦で、7回裏に一塁走者桧山進次郎の代走として一軍初出場を果たすが、続く打者が適時安打を放ち、二塁に進塁した時点で野原に代走大和が送られ、球界でも珍しい「代走の代走」となった。この年は2試合に出場した。11月にはオーストラリアン・ベースボールリーグのキャンベラ・キャバルリーに派遣され、8試合に出場、31打数11安打、打率.355、1本塁打、9打点、2盗塁、OPS.923と派遣期間を終えて帰国するまでは打点王の活躍だった。
2012年9月26日のヤクルト戦で6番・一塁手でプロ初スタメンで試合に出場。この試合の3打席目に赤川克紀から左前打を放ち、プロ初安打を記録した。同年オフ、背番号をFAで阪神に入団する日高剛に譲り、自身の背番号は67に変更になった。
2013年シーズンは、一軍で8試合に出場するも安打を放つことはできなかった。ウエスタン・リーグでは、76試合に出場し打率.267、2本塁打、27打点の成績だった。10月1日に球団から戦力外通告を受けた。11月10日、第1回12球団合同トライアウトに参加したが、獲得球団は現れなかった。

### 阪神退団後
2014年度より、社会人野球の三菱重工長崎に嘱託社員として入社。2016年シーズンをもって現役を引退した。
その後は三菱重工を退社し、建築用可搬式作業台のレンタルを行う会社に勤務している。

## 詳細情報

### 年度別打撃成績
| 年 度     | 球 団     | 試 合 | 打 席 | 打 数 | 得 点 | 安 打 | 二 塁 打 | 三 塁 打 | 本 塁 打 | 塁 打 | 打 点 | 盗 塁 | 盗 塁 死 | 犠 打 | 犠 飛 | 四 球 | 敬 遠 | 死 球 | 三 振 | 併 殺 打 | 打 率 | 出 塁 率 | 長 打 率 | O P S |
| --------- | --------- | ----- | ----- | ----- | ----- | ----- | -------- | -------- | -------- | ----- | ----- | ----- | -------- | ----- | ----- | ----- | ----- | ----- | ----- | -------- | ----- | -------- | -------- | ----- |
| 2011      | 阪神      | 2     | 1     | 1     | 0     | 0     | 0        | 0        | 0        | 0     | 0     | 0     | 0        | 0     | 0     | 0     | 0     | 0     | 0     | 0        | .000  | .000     | .000     | .000  |
| 2012      | 阪神      | 5     | 14    | 14    | 0     | 3     | 0        | 0        | 0        | 3     | 0     | 0     | 0        | 0     | 0     | 0     | 0     | 0     | 6     | 0        | .214  | .214     | .214     | .428  |
| 2013      | 阪神      | 8     | 10    | 10    | 0     | 0     | 0        | 0        | 0        | 0     | 0     | 0     | 0        | 0     | 0     | 0     | 0     | 0     | 1     | 0        | .000  | .000     | .000     | .000  |
| 通算：3年 | 通算：3年 | 15    | 25    | 25    | 0     | 3     | 0        | 0        | 0        | 3     | 0     | 0     | 0        | 0     | 0     | 0     | 0     | 0     | 7     | 0        | .120  | .120     | .120     | .240  |

### 年度別守備成績
| 年 度 | 球 団 | 一塁  | 一塁  | 一塁  | 一塁  | 一塁  | 一塁     | 三塁  | 三塁  | 三塁  | 三塁  | 三塁  | 三塁     |
| 年 度 | 球 団 | 試 合 | 刺 殺 | 補 殺 | 失 策 | 併 殺 | 守 備 率 | 試 合 | 刺 殺 | 補 殺 | 失 策 | 併 殺 | 守 備 率 |
| ----- | ----- | ----- | ----- | ----- | ----- | ----- | -------- | ----- | ----- | ----- | ----- | ----- | -------- |
| 2012  | 阪神  | 4     | 27    | 3     | 0     | 5     | 1.000    | 1     | 0     | 0     | 0     | 0     | ----     |
| 2013  | 阪神  | 3     | 4     | 0     | 0     | 1     | 1.000    | 3     | 1     | 6     | 0     | 0     | 1.000    |
| 通算  | 通算  | 7     | 31    | 3     | 0     | 6     | 1.000    | 4     | 1     | 6     | 0     | 0     | 1.000    |

### 記録
- 初出場：2011年8月28日、対東京ヤクルトスワローズ13回戦（阪神甲子園球場）、7回裏に桧山進次郎の代走として出場
- 初打席：2011年8月30日、対中日ドラゴンズ16回戦（ナゴヤドーム）、9回表に福原忍の代打として出場、鈴木義広に対し投ゴロ
- 初先発出場：2012年9月26日、対東京ヤクルトスワローズ21回戦（明治神宮野球場）、6番・一塁手として先発出場
- 初安打：同上、6回表に赤川克紀から左前安打

### 背番号
- 37 （2007年 - 2012年）
- 67 （2013年）

### 登場曲
- 「はじまりの合図」ケツメイシ（2007年 - 2009年）
- 「Me Love」Sean Kingston（2010年 - 2012年）
- 「IT'S SHOW TIME!!!」AI（2013年）